# Ágúst Ólafur Ágústsson

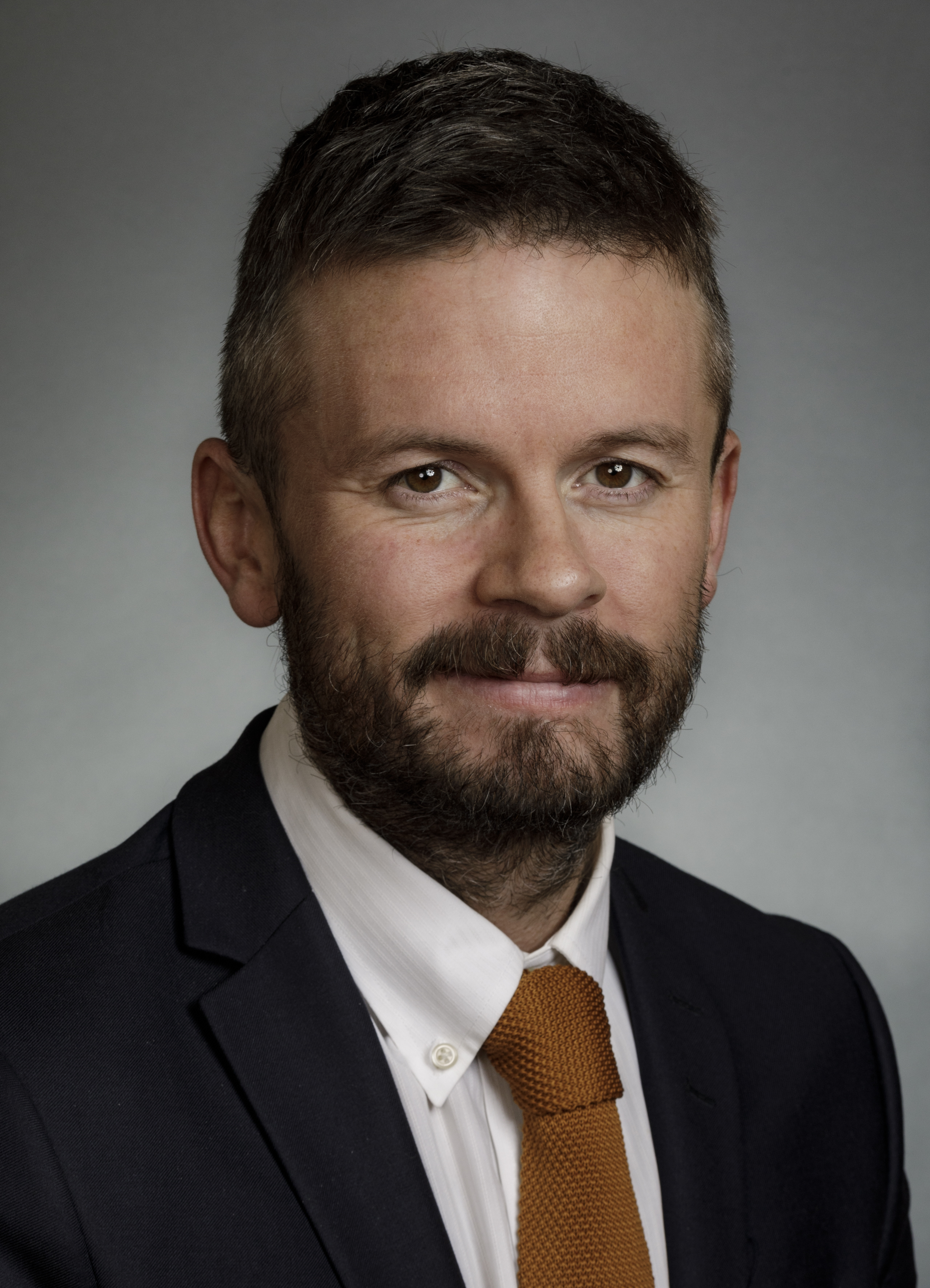
Ágúst Ólafur Ágústsson, 2017

Ágúst Ólafur Ágústsson (* 10. März 1977 in Hamburg) ist ein isländischer Politiker der sozialdemokratischen Allianz. Er gehörte von 2003 bis 2009 und von 2017 bis 2021 dem isländischen Parlament Althing an.

## Leben
Ágúst Ólafur Ágústsson ist Jurist und Volkswirtschaftler mit Abschlüssen der Universität Island und hat einen Master of Public Administration von der New York University. Er war unter anderem von 2011 bis 2012 als Berater bei den Vereinten Nationen in New York tätig und beriet 2012–2013 die damalige isländische Premierministerin Jóhanna Sigurðardóttir in Wirtschafts- und Beschäftigungsfragen. Von 2013 bis 2017 gehörte er dem Aufsichtsrat der Isländischen Zentralbank an.
Erstmals gehörte Ágúst Ólafur Ágústsson dem isländischen Parlament Althing von 2003 bis 2009 als Vertreter des Wahlkreises Reykjavík Süd an. Bei der Parlamentswahl vom 28. Oktober 2017 wurde er wiederum als Kandidat der Allianz in diesem Wahlkreis gewählt. Mit Stand vom Herbst 2018 gehörte er dem Haushaltsausschuss des Parlaments an und war stellvertretender Vorsitzender der isländischen Delegation in der Interparlamentarischen Union. Nachdem ihn seine Partei für die Wahl 2021 nicht auf einen der beiden ersten Listenplätze in seinem Wahlkreis setzen wollte, trat Ágúst Ólafur Ágústsson nicht zur Wahl an und erklärte, sich aus der Politik zurückzuziehen.
Von 2005 bis 2009 war er stellvertretender Parteivorsitzender der Allianz.
Ágústsson war mit der derzeitigen Justizministerin Þorbjörg Sigríður Gunnlaugsdóttir verheiratet. Sie haben drei Töchter.